# Ariosoma fasciatum
Ariosoma fasciatum es una especie de pez del género Ariosoma, familia Congridae, orden Anguilliformes. Fue descrita científicamente por Günther en 1872.
Es una especie inofensiva para el ser humano. Se alimenta de pequeños peces y crustáceos.

## Descripción
La longitud estándar es de 60 centímetros.

## Distribución y hábitat
Se distribuye por el Indo-Pacífico: Madagascar, Taiwán, Célebes, Islas Marshall, archipiélago de Hawái y Tahití. Habita en lagunas y los arrecifes del mar donde puede alcanzar los 50 metros de profundidad.